# Săcărești
Săcărești es una localidad rumana de la comuna de Cucuteni, en el condado de Iași.

## Historia
Hacia comienzos del siglo XX la localidad, que ya por entonces pertenecía al condado de Iași, formaba un conjunto con un pueblo llamado Balosinești, y ambas dos sumaban una población de 150 habitantes.
En la segunda mitad del siglo XX la localidad de Săcărești había pasado a formar parte de la comuna de Cucuteni. En el censo de 2021 la localidad tenía una población de 187 habitantes.